# 斯凱蘭 (北卡羅萊納州)
斯凱蘭（英語：Skyland）是位於美國北卡羅萊納州班康縣的非建制地區。

## 歷史
斯凱蘭的郵局自1889年營運至今。

## 地理
斯凱蘭所處的海拔為高於海平面684米（即2244英呎），而該地所採用的時區為UTC-5，即北美东部时区（EST）。同時該地設有夏令時間，為UTC-5調快一小時，即UTC-4（EDT）。